# Diözesanmuseum Przemyśl
Das Diözesanmuseum Przemyśl ist eine kirchlich-kulturelle Einrichtung in Przemyśl, Woiwodschaft Karpatenvorland, das 1902 von Bischof Józef Sebastian Pelczar in Galizien (Österreich-Ungarn) gegründet wurde.
Die Sammlung wurde dem Museum von der Kathedrale von Przemyśl und anderen kirchlichen Einrichtungen im Erzbistum Przemyśl geschenkt. Es befindet sich in einem Renaissance-Palais am Kathedralsplatz.
Zu den Ausstellungsstücken gehören zahlreiche sakrale Kunstgegenstände und Andenken, unter anderem Madonnen der Gotik aus Bączal Dolny und Święcany sowie ein gotisches Kruzifix aus Nowe Miasto.